# Declaration of the Causes and Necessity of Taking Up Arms
Die Declaration of the Causes and Necessity of Taking Up Arms (Darlegung der Gründe und Notwendigkeit, zu den Waffen zu greifen) wurde am 6. Juli 1775 vom Zweiten Kontinentalkongress verabschiedet. Sie gehört zu einer Reihe von Dokumenten, in denen der Kongress im Sommer 1775 begründete, weshalb die Dreizehn Kolonien zu den Waffen gegriffen und den Amerikanischen Unabhängigkeitskrieg ausgelöst hatten. Die Erklärung wurde von John Dickinson auf der Grundlage eines Entwurfs von Thomas Jefferson verfasst.

## Inhalt
Wie in der einen Tag zuvor, am 5. Juli, verabschiedeten Olive Branch Petition vermied es der Kongress, den britischen König Georg III. direkt zu kritisieren: Während der Monarch bisher das einzige Bindeglied zwischen Mutterland und Kolonien gewesen sei, habe sich das beiderseitige Verhältnis mit dem Ende des Siebenjährigen Kriegs und dem Aufstieg Großbritanniens zum Weltreich verändert: Während die Rolle des Königs gleich geblieben sei, habe „sich das Parlament erstmals die Macht uneingeschränkter Gesetzgebung über die Kolonien in Amerika angemaßt“. Dies habe zu den Gefechten von Lexington und Concord im April 1775 geführt. In dieser Situation hoffe der Kongress, dass der König die rechtmäßige Stellung der Kolonien als völlig gleichberechtigte Teile des britischen Empires wiederherstellen würde, wenn er nur einsähe, dass das Parlament und seine Minister im Unrecht seien.

## Entstehung
Am 23. Juni 1775 erteilte der Kongress einem Komitee von fünf Mitgliedern (John Rutledge, William Livingston, Benjamin Franklin, John Jay und Thomas Johnson) den Auftrag, eine Erklärung zu verfassen. Diese sollte von General George Washington bei seiner Ankunft im Lager der Kontinentalarmee vor Boston veröffentlicht werden. Am 26. Juni traten Dickinson und Jefferson dem Komitee bei. Jeffersons Entwurf diente Dickinson als Grundlage für die endgültige Erklärung, die am 6. Juli vom Kongress angenommen wurde. Die Autorschaft der Declaration war im 19. Jahrhundert Gegenstand eines Historikerstreits.
Erstmals im Druck erschien die Erklärung im Pennsylvania Packet vom 10. Juli sowie im Pennsylvania Journal vom 12. Juli. Kurze Zeit später gaben die Drucker William und Thomas Bradford in Philadelphia eine Broschüre mit der Erklärung unter dem Titel „A Declaration by the Representatives of the United Colonies of North-America, Now Met in General Congress, Setting Forth the Causes and Necessity of their Taking Up Arms“ heraus.